# Гончар Олександр Якович
Олександр Якович Гончар (7 червня 1894, м. Валки, Харківської губернії  — після 30 червня 1928) — український військовий, інженер-агроном. Сотник Армії УНР.

## Біографія
Народився у місті Валках 7 червня 1894 року. Закінчив реальну школу (Валки, 1916) та Олексіївську військову школу (Москва, листопад 1916). В Російській імператорській армії з 15 травня 1916 року.
В Українській армії з 17 листопада 1918 року. Брав участь у формуванні Українського куреня при 1-му Катеринославському гренадерському полку. У жовтні 1918 року вступив до Харківського слобідського полку Української Держави.
У листопаді 1920 р., в складі Армії УНР, перейшов на західний берег Збруча та був інтернований польською владою.
Станом на березень 1921 р. служив хорунжим в пішому курені 2-ої Кулеметної бригади 1-ої Кулеметної дивізії та перебував у таборі інтернованих в м. Петраків, Польща.
Станом на 1 жовтня 1922 р. служив сотником, молодшим старшиною 14-го стрілецького куреня 13-ої стрілецької бригади 5-ої Херсонської стрілецької дивізії та перебував у таборі інтернованих в Щипйорно.
Перебуваючи у таборі Щипйорно, звернувся до керівництва УГА з проханням прийняти на навчання (липень 1923). Дійсний слухач агрономічного відділу агрономічно-лісового факультету УГА в Подєбрадах (1923—1927). У 1928 р. закінчив Агрономічний відділ УГА в Подєбрадах, виконавши дипломну роботу на «дуже добре», і отримав диплом інженера-агронома.

## Вшанування пам'яті
Рішенням XXXVIII сесії Валківської міської ради VIII скликання від 31 серпня 2023 року в місті Валки, Харківської області провулок Ушакова перейменовано на провулок Сотника Гончара.